# Ordine di battaglia dell'attacco di Pearl Harbor
Questa voce rappresenta l'ordine di battaglia della flotta giapponese e della flotta statunitense durante l'attacco contro la base navale statunitense di Pearl Harbor il 7 dicembre 1941.

## Marina imperiale giapponese

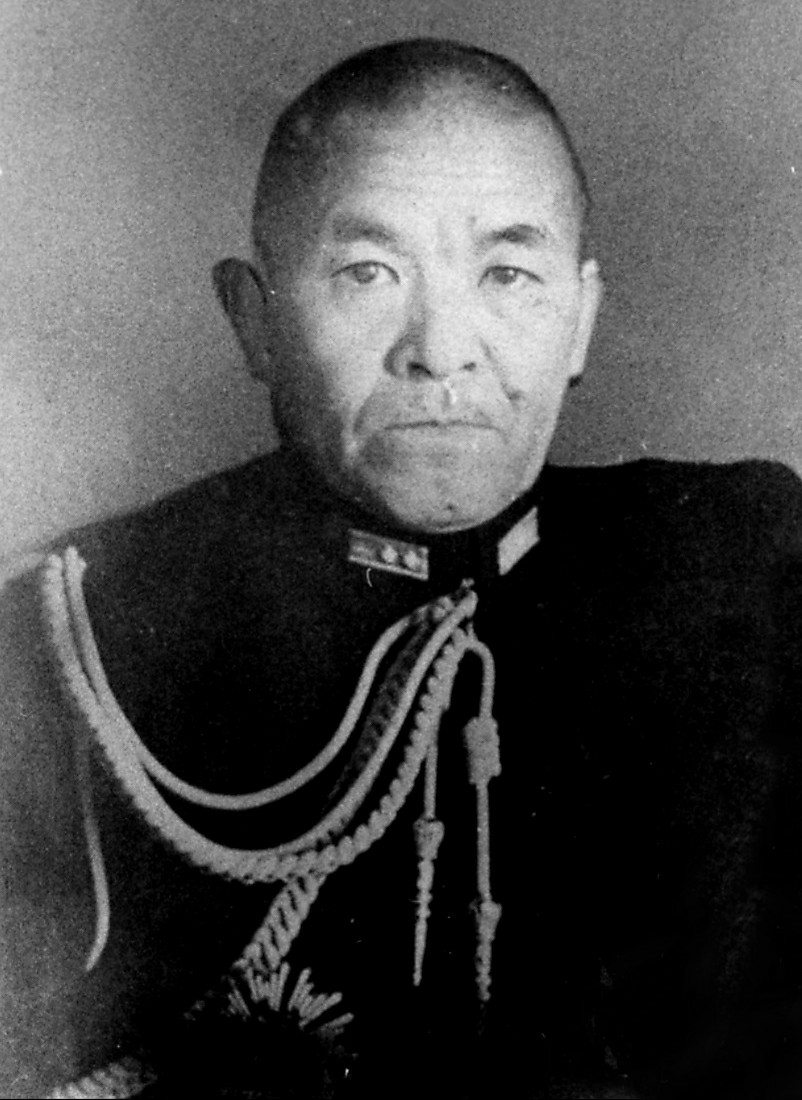
Il viceammiraglio Chūichi Nagumo, comandante della 1ª Flotta aerea

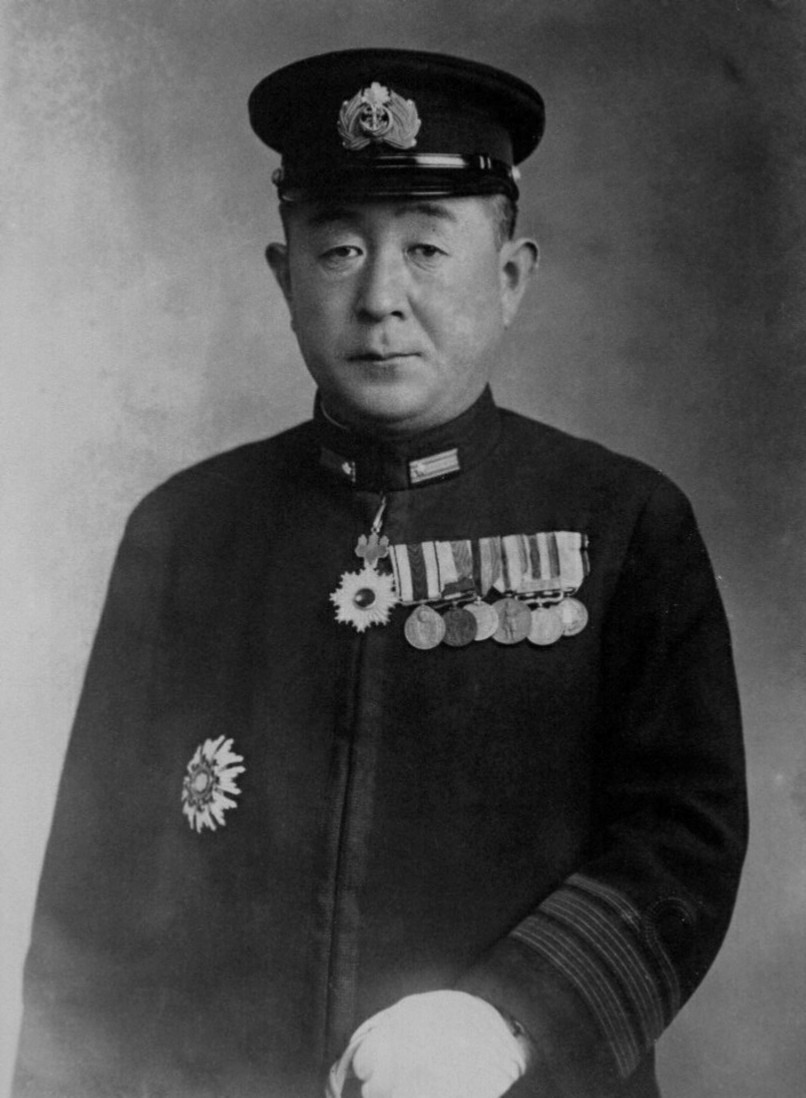
Il viceammiraglio Tamon Yamaguchi, comandante della 2ª Divisione portaerei

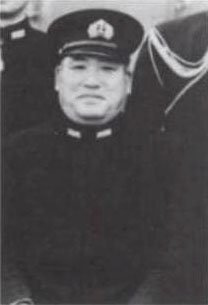
Il viceammiraglio Chūichi Hara, comandante della 5ª Divisione portaerei

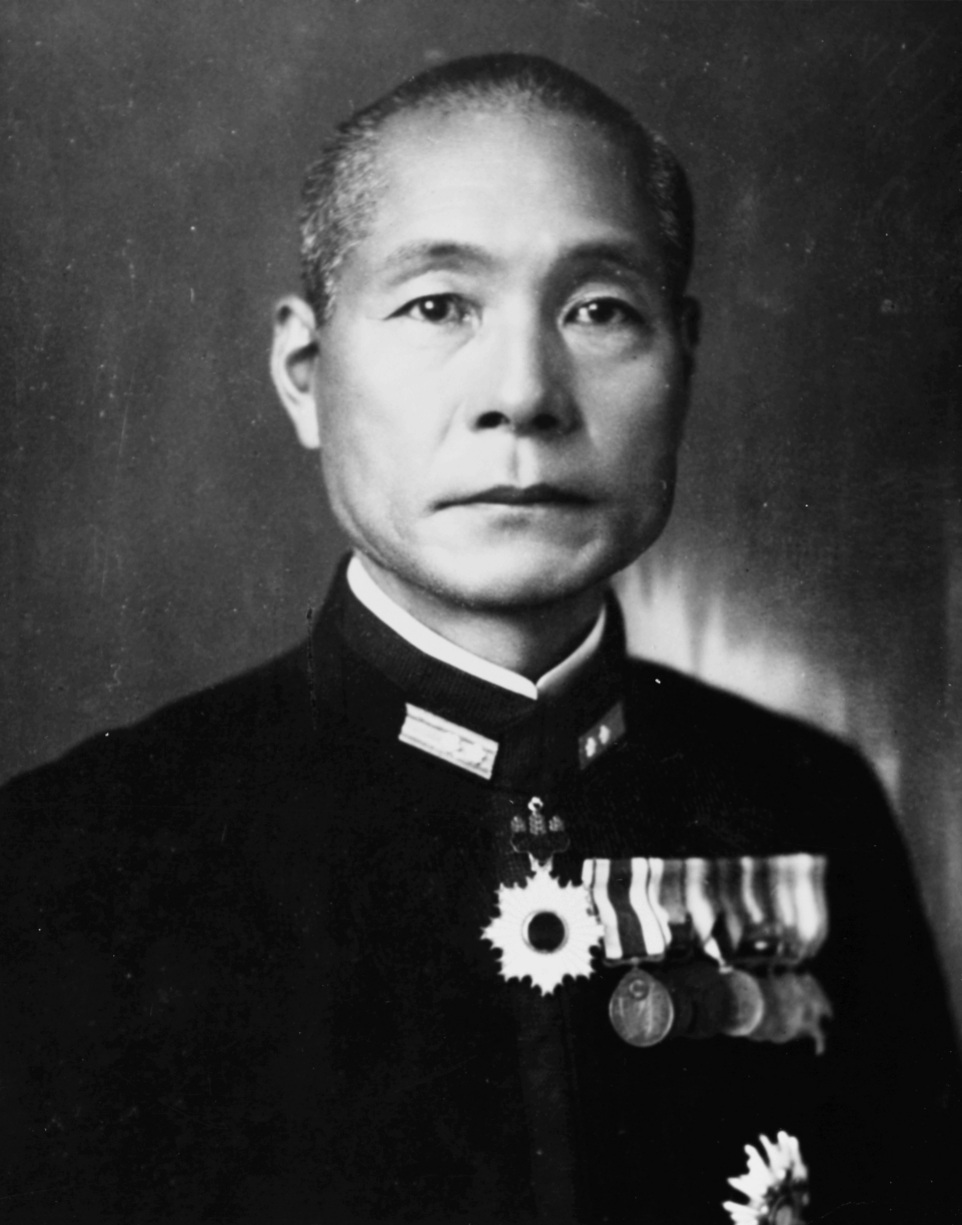
Il viceammiraglio Gun'ichi Mikawa, comandante della 3ª Divisione navi da battaglia

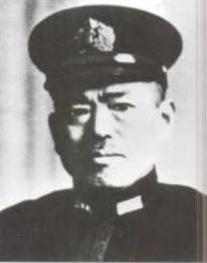
Il contrammiraglio Sentarō Ōmori, comandante della 1ª Squadriglia cacciatorpediniere

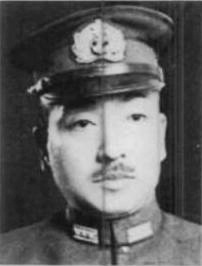
Il contrammiraglio Shigeyoshi Miwa, comandante del 3ª Squadriglia sommergibili

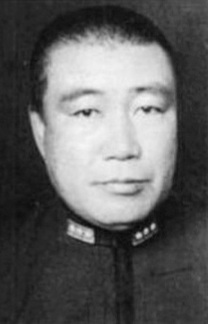
Il contrammiraglio Ryūnosuke Kusaka, capo di stato maggiore di Nagumo

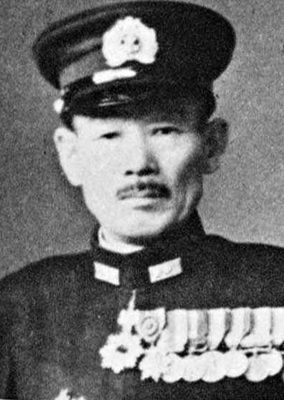
Il contrammiraglio Hiroaki Abe, comandante dell'8ª Divisione incrociatori

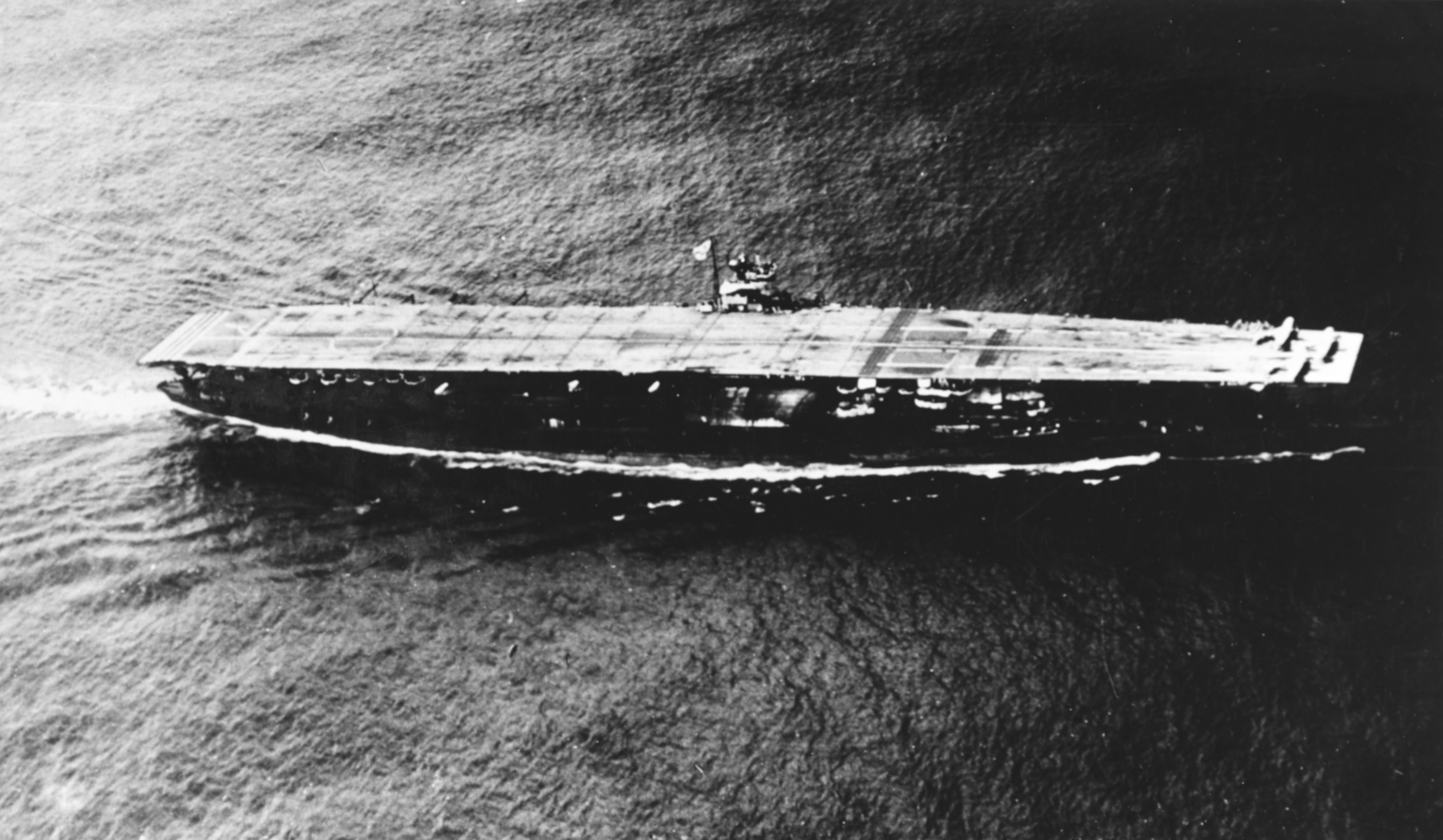
La portaerei

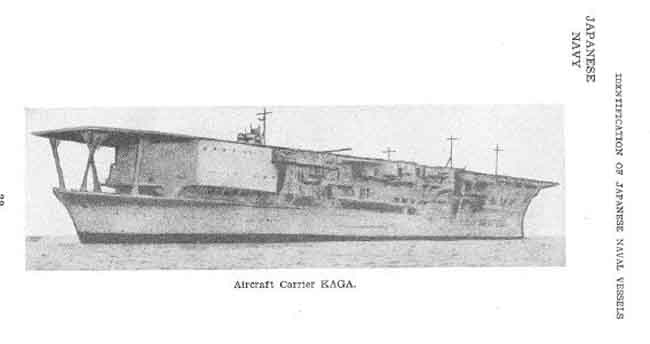
La portaerei

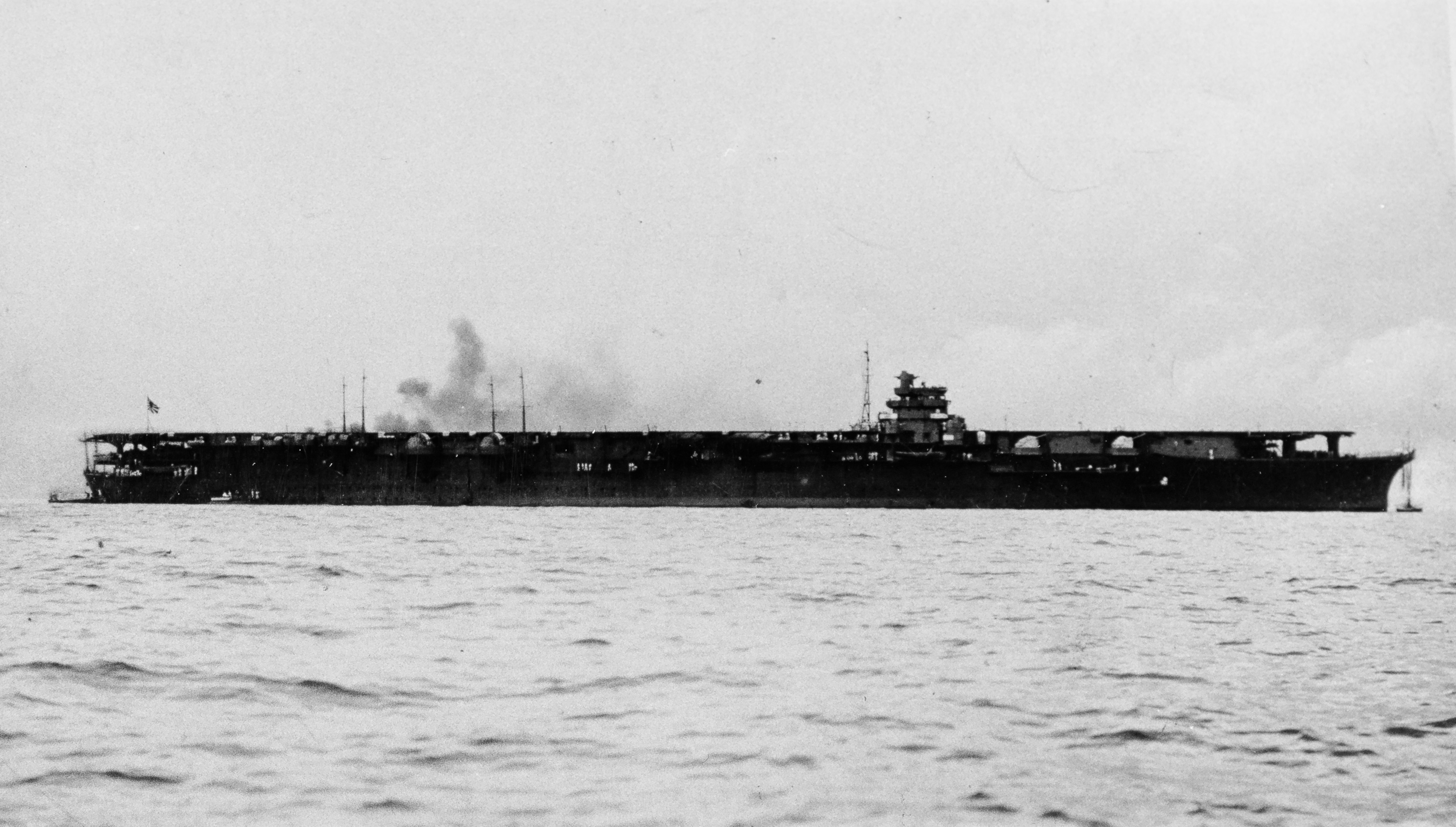
La portaerei Shokaku

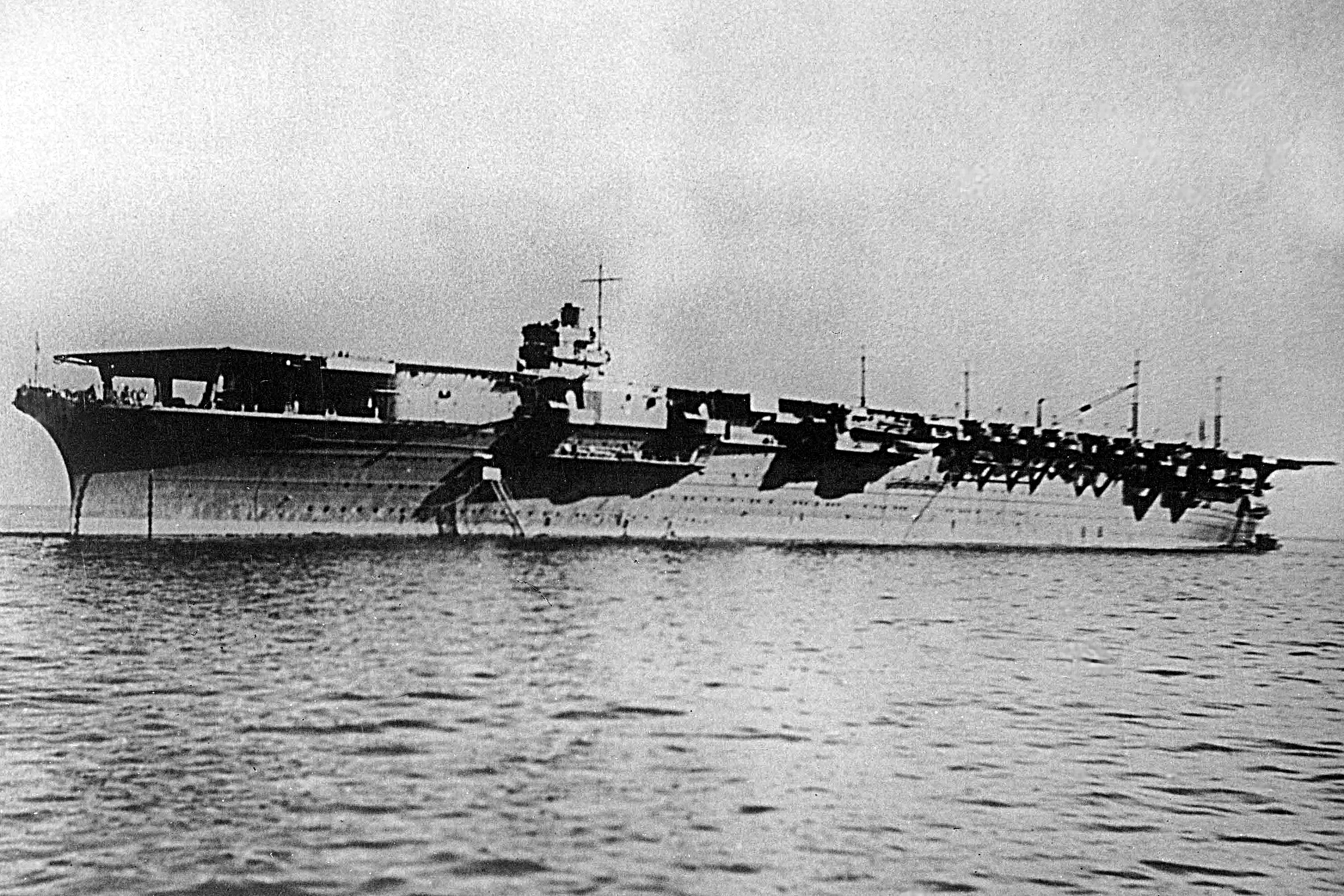
La portaerei Zuikaku

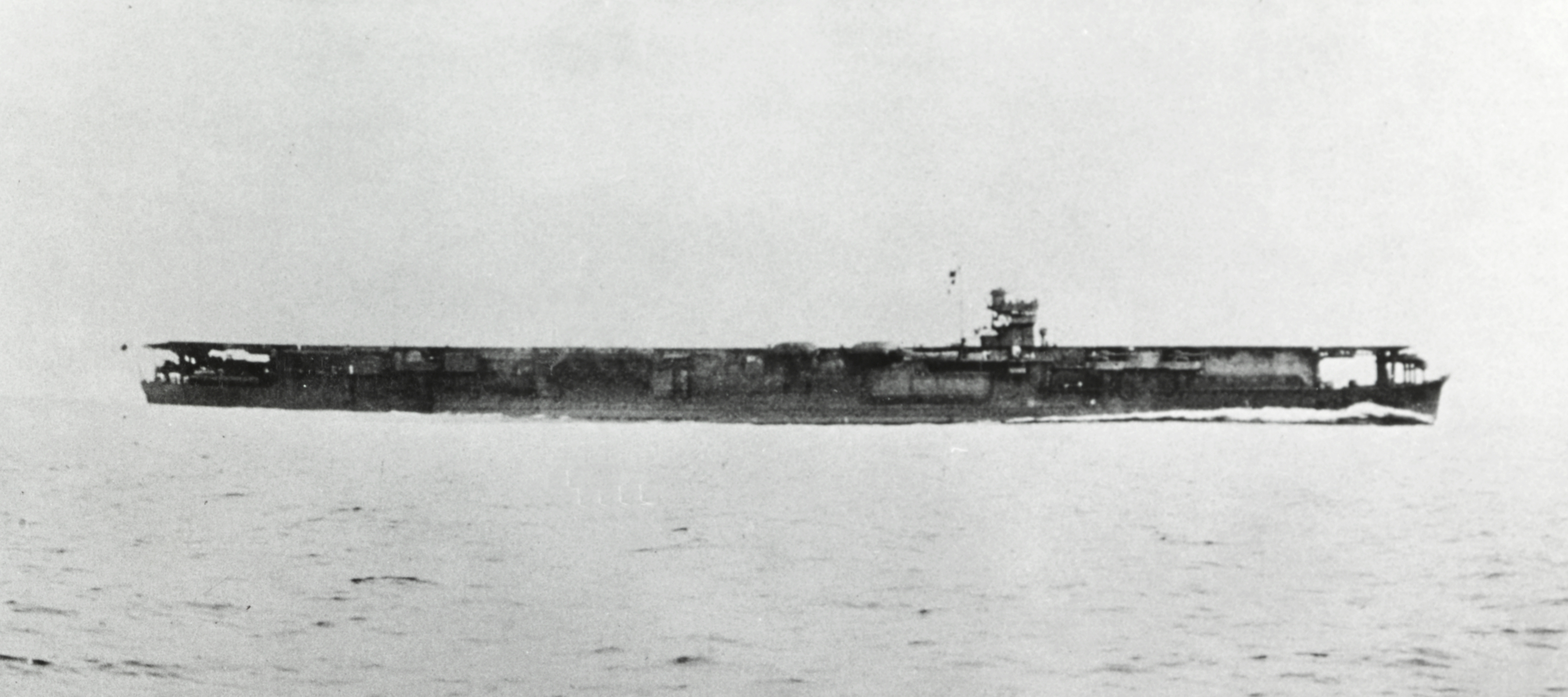
La portaerei Soryu

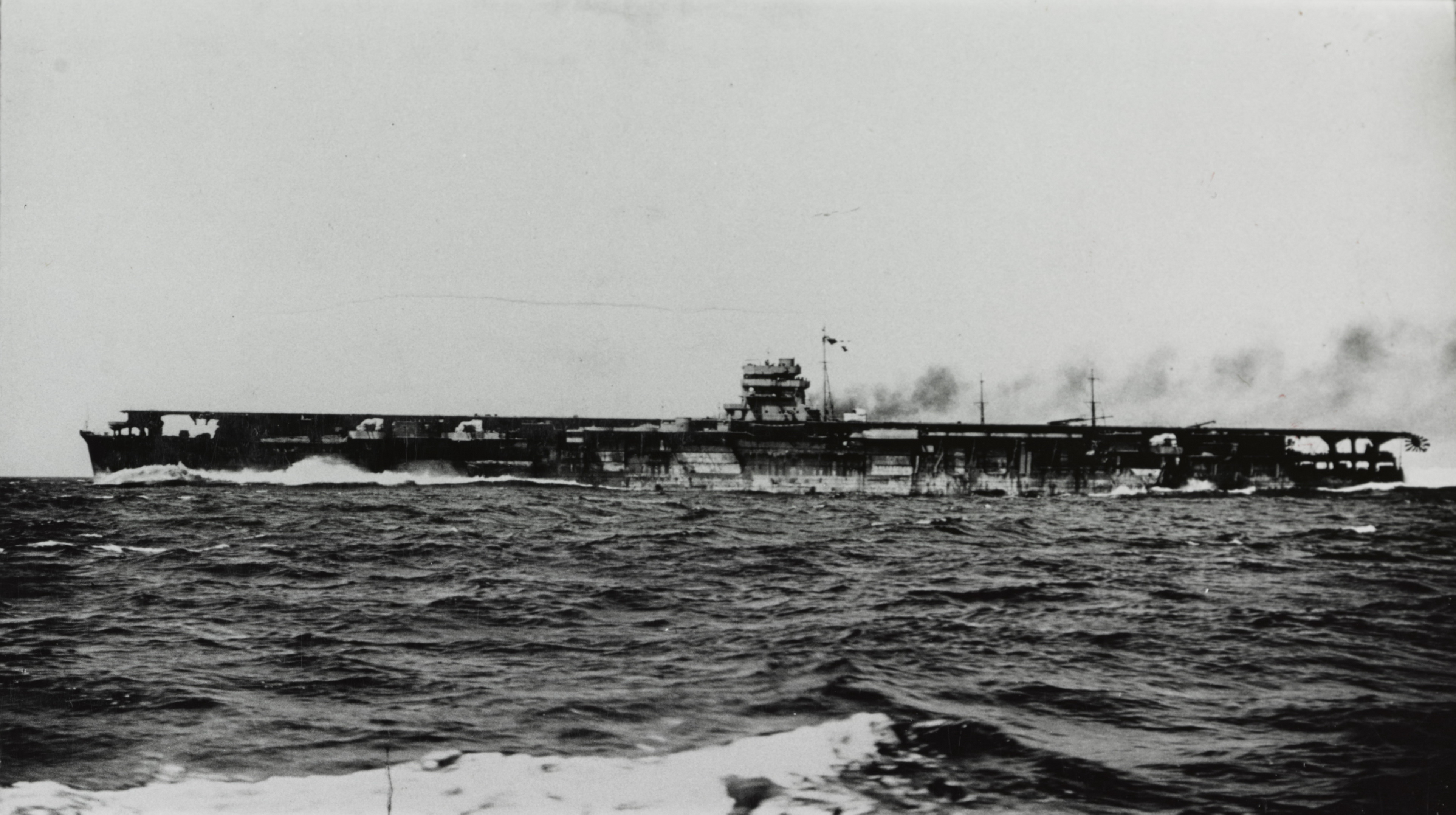
La portaerei Hiryu

Capo di stato maggiore della marina - ammiraglio (海軍大将 Kaigun Taishō) Osami Nagano
- Flotta Combinata (聯合艦隊 Rengō Kantai)
  - ammiraglio (海軍大将 Kaigun Taishō) Isoroku Yamamoto
- 1ª Flotta aerea (日本海軍 Nihon Kaigun)
  - viceammiraglio (海軍中将 Kaigun Chūjō) Chūichi Nagumo
- 1ª divisione portaerei (第一航空戦隊 Dai Ichi Kōkū sentai)
  - viceammiraglio (海軍中将 Kaigun Chūjō) Chūichi Nagumo
  - Portaerei Akagi (ammiraglia) - capitano di vascello (海軍大佐 Kaigun Daisa) Kiichi Hasegawa)
    - comandante gruppo aereo - capitano di fregata (海軍中佐 Kaigun Chūsa) Masuda Shogo
      - comandante bombardieri aerosiluranti imbarcati - capitano di fregata Mitsuo Fuchida
        - 1ª Squadriglia (5xB5N2 "Kate") - capitano di fregata Fuchida
        - 2ª Squadriglia (5xB5N) - tenente di vascello (海軍大尉 Kaigun Daii) Goro Iwasaki
        - 3ª Squadriglia (5xB5N) - tenente di vascello Furukawa Izumi

      - comandante aerosiluranti imbarcati - capitano di corvetta (海軍少佐 Kaigun Shōsa) Shigeharu Murata
        - 1ª Squadriglia (3xB5N) - capitano di corvetta Murata
        - 2ª Squadriglia (3xB5N)
        - 3ª Squadriglia (3xB5N) - tenente di vascello Negishi Asao
        - 4ª Squadriglia (3xB5N)

      - comandante bombardieri imbarcati - tenente di vascello Takehiko Chihaya
        - 21ª Squadriglia (3xD3A1 "Val") - tenente di vascello Chihaya
        - 22ª Squadriglia (3xD3A) (un aeroplano perso)
        - 23ª Squadriglia (3xD3A) (un aeroplano perso)
        - 25ª Squadriglia (3xD3A) - tenente di vascello Zenji Abe
        - 26ª Squadriglia (3xD3A) (due aeroplani persi)
        - 27ª Squadriglia (3xD3A)

      - comandante caccia imbarcati - capitano di corvetta Shigeru Itaya
        - 1ª Unità caccia di copertura, 1ª ondata (9xA6M2 "Zero") - capitano di corvetta Shigeru Itaya (un velivolo perso)
        - 1ª Unità caccia di copertura, 1ª ondata (9xA6M) - tenente di vascello Saburo Shindo
        - Pattuglia aerea da combattimento (9xA6M)

  - Portaerei Kaga - capitano di vascello Jisaku Okada
    - comandante gruppo aereo - capitano di fregata Sata Naohito
      - vicecomandante bombardieri aerosiluranti imbarcati - capitano di corvetta  Kakuichi Hashiguchi
        - 1ª Squadriglia (5xB5N) - capitano di corvetta Hashiguchi
        - 2ª Squadriglia (5xB5N) - tenente di vascello Hideo Maki
        - 3ª Squadriglia (5xB5N) - tenente di vascello Yoshitaka Mikami

      - vicecomandante aerosiluranti imbarcati - tenente di vascello Kazuyoshi Kitajima
        - 1ª Squadriglia (3xB5N) - tenente di vascello Kitajima (un aeroplano perso)
        - 2ª Squadriglia (3xB5N) (un aeroplano perso)
        - 3ª Squadriglia (3xB5N) - tenente di vascello Mimori Suzuki (ucciso in azione) (due aeroplani persi)
        - 4ª Squadriglia (3xB5N) (un aeroplano perso)

      - vicecomandante bombardieri imbarcati - tenente di vascello Saburo Makino (ucciso in azione)
        - 21ª Squadriglia (3 D3A) - tenente di vascello Makino (un aeroplano perso)
        - 22ª Squadriglia (3 D3A)
        - 23ª Squadriglia (3 D3A) (un aeroplano perso)
        - 24ª Squadriglia (3 D3A) - tenente di vascello Shōichi Ogawa (due aeroplani persi)
        - 25ª Squadriglia (3 D3A)
        - 26ª Squadriglia (3 D3A)
        - 27ª Squadriglia (3 D3A) - tenente di vascello Shōichi Ibuki (un aeroplano perso)
        - 28ª Squadriglia (3 D3A) (un aeroplano perso)
        - 29ª Squadriglia (3 D3A)

      - comandante caccia imbarcati - tenente di vascello Yoshio Shiga
        - 2ª Unità caccia di copertura, 1ª ondata (9xA6M) - tenente di vascello Shiga
        - 2ª Unità caccia di copertura, 2ª ondata (9xA6M) - tenente di vascello Yaushi Nikaido (due aeroplani persi)
        - Pattuglia aerea da combattimento (9xA6M)
- 2ª Divisione portaerei (第二航空戦隊 Dai Ni Kōkū sentai, Ni Kōsen)
  - contrammiraglio (海軍少将 Kaigun Shōshō) Tamon Yamaguchi
  - Portaerei Soryu - capitano di vascello Ryusaku Yanagimoto
    - comandante gruppo aereo - capitano di fregata Kusumoto Ikuto
      - comandante bombardieri aerosiluranti imbarcati - tenente di vascello Heijiro Abe
        - 1ª Squadriglia (5xB5N) - tenente di vascello Abe
        - 2ª Squadriglia (5xB5N) - tenente di vascello Sadao Yamamoto

      - comandante aerosiluranti imbarcati - tenente di vascello Tsuyoshi Nagai
        - 1ª Squadriglia (2xB5N) - tenente di vascello Nagai
        - 2ª Squadriglia (2xB5N)
        - 3ª Squadriglia (2xB5N) - tenente di vascello Tatsumi Nakajima
        - 4ª Squadriglia (2xB5N)

      - comandante bombardieri imbarcati - capitano di corvetta Takashige Egusa
        - 21ª Squadriglia (3xD3A) - capitano di corvetta Egusa (un aeroplano perso)
        - 22ª Squadriglia (3xD3A)
        - 23ª Squadriglia (3xD3A)
        - 24ª Squadriglia (3xD3A) - tenente di vascello Masatake Ikeda
        - 25ª Squadriglia (3xD3A)
        - 26ª Squadriglia (3xD3A) (un aeroplano perso)

      - comandante caccia imbarcati - tenente di vascello Masaharu Suganami
        - 3ª Unità caccia di copertura, 1ª ondata (9xA6M) - tenente di vascello Suganami
        - 3ª Unità caccia di copertura, 2ª ondata (9xA6M) - tenente di vascello Fusata Iida (ucciso in azione) (tre aeroplani persi)
        - Pattuglia aerea da combattimento (9xA6M)

  - Portaerei Hiryu - capitano di vascello  Tomeo Kaku
    - comandante gruppo aereo - capitano di fregata Amagai Takahisa
      - comandante bombardieri aerosiluranti imbarcati - Tadashi Kosumi
        - 1ª Squadriglia (5xB5N) - capitano di corvetta Kosumi
        - 2ª Squadriglia (5xB5N2) - tenente di vascello Toshio Hashimoto
        - comandante aerosiluranti imbarcati - tenente di vascello Heita Matsumura
        - 1ª Squadriglia (2xB5N) - tenente di vascello Matsumura
        - 2ª Squadriglia (2xB5N)
        - 3ª Squadriglia (2xB5N) - tenente di vascello Hiroharu Sumino
        - 4ª Squadriglia (2xB5N)

      - comandante bombardieri imbarcati - tenente di vascello Michio Kobayashi (non presente)
        - 21ª Squadriglia (2xD3A) - tenente di vascello Kobayashi
        - 22ª Squadriglia (3xD3A) (un aeroplano perso)
        - 23ª Squadriglia (3xD3A)
        - 24ª Squadriglia (3xD3A) - tenente di vascello Shun Nakagawa
        - 25ª Squadriglia (3xD3A)
        - 26ª Squadriglia (3xD3A) (un aeroplano perso)

      - comandante caccia imbarcati - tenente di vascello Okajima
        - 4ª Unità caccia di copertura, 1ª ondata (6xA6M) - tenente di vascello Kiyokima Okajima
        - 4ª Unità caccia di copertura, 2ª ondata (9xA6M) - tenente di vascello Sumio Nono (un aeroplano perso)
        - Pattuglia aerea da combattimento (9xA6M)
- 5ª Divisione portaerei
  - contrammiraglio Chūichi Hara
  - Portaerei Shokaku - capitano di vascello Takatsugu Jōjima
    - comandante gruppo aereo - capitano di fregata Tetsujirō Wada
      - comandante bombardieri siluranti imbarcati - tenente di vascello Tatsuo Ichihara
        - 1ª Squadriglia (9xB5N) - tenente di vascello Ichihara
        - 2ª Squadriglia (9xB5N) - tenente di vascello Tsutomu Hagiwara
        - 3ª Squadriglia (9xB5N) - tenente di vascello Yoshiaki Ikuin

      - comandante bombardieri imbarcati - capitano di corvetta Kakuichi Takahashi
        - 1ª Squadriglia (9xD3A) - capitano di corvetta Kakuichi
        - 2ª Squadriglia (9xD3A) - tenente di vascello Masao Yamaguchi (un aeroplano perso)
        - 3ª Squadriglia (9xD3A) - tenente di vascello Hisayoshi Fujita

      - comandante caccia imbarcati - tenente di vascello Kaneko Tadashi
        - 5ª Unità caccia di copertura, 1ª ondata (6xA6M) - tenente di vascello Tadashi
        - Pattuglia aerea da combattimento (9xA6M)

  - Portaerei Zuikaku - capitano di vascello Yokokawa Ichibei
    - comandante gruppo aereo - capitano di fregata Shimoda Hisao
      - comandante bombardieri siluranti imbarcati - capitano di corvetta Shigekazu Shimazaki
        - 1ª Squadriglia (9xB5N) - capitano di corvetta Shimazaki
        - 2ª Squadriglia (9xB5N) - tenente di vascello Takemi Iwami
        - 3ª Squadriglia (9xB5N) - tenente di vascello Yoshiaki Tsubota

      - comandante bombardieri imbarcati - capitano di corvetta Akira Sakamoto
        - 1ª Squadriglia (9xD3A) - capitano di corvetta Sakamoto
        - 2ª Squadriglia (9xD3A) - tenente di vascello Tomatsu Ema
        - 3ª Squadriglia (9xD3A) - tenente di vascello C. Hayashi

      - comandante caccia imbarcati - tenente di vascello Masao Sato
        - 6ª Unità caccia di copertura, 1ª ondata (6xA6M) - tenente di vascello Sato
        - Pattuglia aerea da combattimento (9xA6M)

  - Cacciatorpediniere Akigumo
- 3ª Divisione navi da battaglia
  - viceammiraglio Gun'ichi Mikawa
    - Hiei
    - Kirishima
- 8ª Divisione incrociatori
  - contrammiraglio Hiroaki Abe
    - Tone
    - Chikuma
- 1ª Squadriglia cacciatorpediniere
  - contrammiraglio Sentarō Ōmori
    - Abukuma
      - 17ª Divisione cacciatorpediniere
        - Urakaze
        - Isokaze
        - Tanikaze
        - Hamakaze

      - 18ª Divisione cacciatorpediniere (distaccata dalla 2ª Divisione cacciatorpediniere)
        - Kagero
        - Shiranui
        - Arare
        - Kasumi
- 7ª Divisione cacciatorpediniere (Unità d'attacco di Midway)
  - capitano di vascello Kaname Ōnishi
    - Ushio
    - Sazanami
- 2ª Divisione sommergibili
  - capitano di vascello Kijirō Imaizumi
    - I-19
    - I-21
    - I-23
- 1ª Unità logistica
  - Nave rifornimento Kyokuto Maru (mercantile militarizzato)
  - Nave rifornimento Kenyo Maru (mercantile militarizzato)
  - Nave rifornimento Kokuyo Maru (mercantile militarizzato)
  - Nave rifornimento Shinkiku Maru (mercantile militarizzato)
  - Nave rifornimento Akebono Maru (mercantile militarizzato)
- 2ª Unità logistica
  - Nave rifornimento Toho Maru (mercantile militarizzato)
  - Nave rifornimento Toei Maru (mercantile militarizzato)
  - Nave rifornimento Nippon Maru (mercantile militarizzato)
- 6ª Flotta
  - viceammiraglio Mitsumi Shimizu
    - 1ª Squadriglia sommergibili
      - contrammiraglio Tsutomu Sato
        - I-9
        - I-15
        - I-17
        - I-25

    - 2ª Squadriglia sommergibili
      - contrammiraglio Shigeaki Yamazaki
        - I-1
        - I-2
        - I-3
        - I-4
        - I-5
        - I-6
        - I-7

    - 3ª Squadriglia sommergibili
      - contrammiraglio Shigeyoshi Miwa
        - I-8
        - I-68
        - I-69
        - I-70
        - I-71
        - I-72
        - I-73
        - I-74
        - I-75

    - Unità speciale d'attacco
      - capitano di vascello Hanku Sasaki (comandante del sottomarino "madre")
        - capitano di fregata Naoji Iwasa (comandante dei sommergibili tascabili)
        - I-22 (ammiraglia)
        - I-22A (sommergibile tascabile)
        - I-16 - capitano di corvetta Hiroshi Hanabusa
        - I-16A (sommergibile tascabile) - comandante Kazuo Sakamaki (primo prigioniero di guerra giapponese)
        - I-18
        - I-18A (sommergibile tascabile)
        - I-20
        - I-20A (sommergibile tascabile)
        - I-24
        - I-24A (sommergibile tascabile)

    - Unità sommergibili da ricognizione
      - capitano di fregata Yasuchika Kashihara
        - I-10
        - I-26 - capitano di fregata Minoru Yokota

## Marina degli Stati Uniti

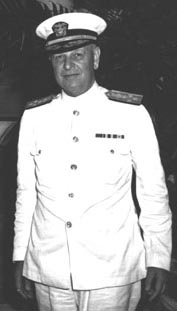
L'ammiraglio Husband Kimmel, comandante della United States Pacific Fleet

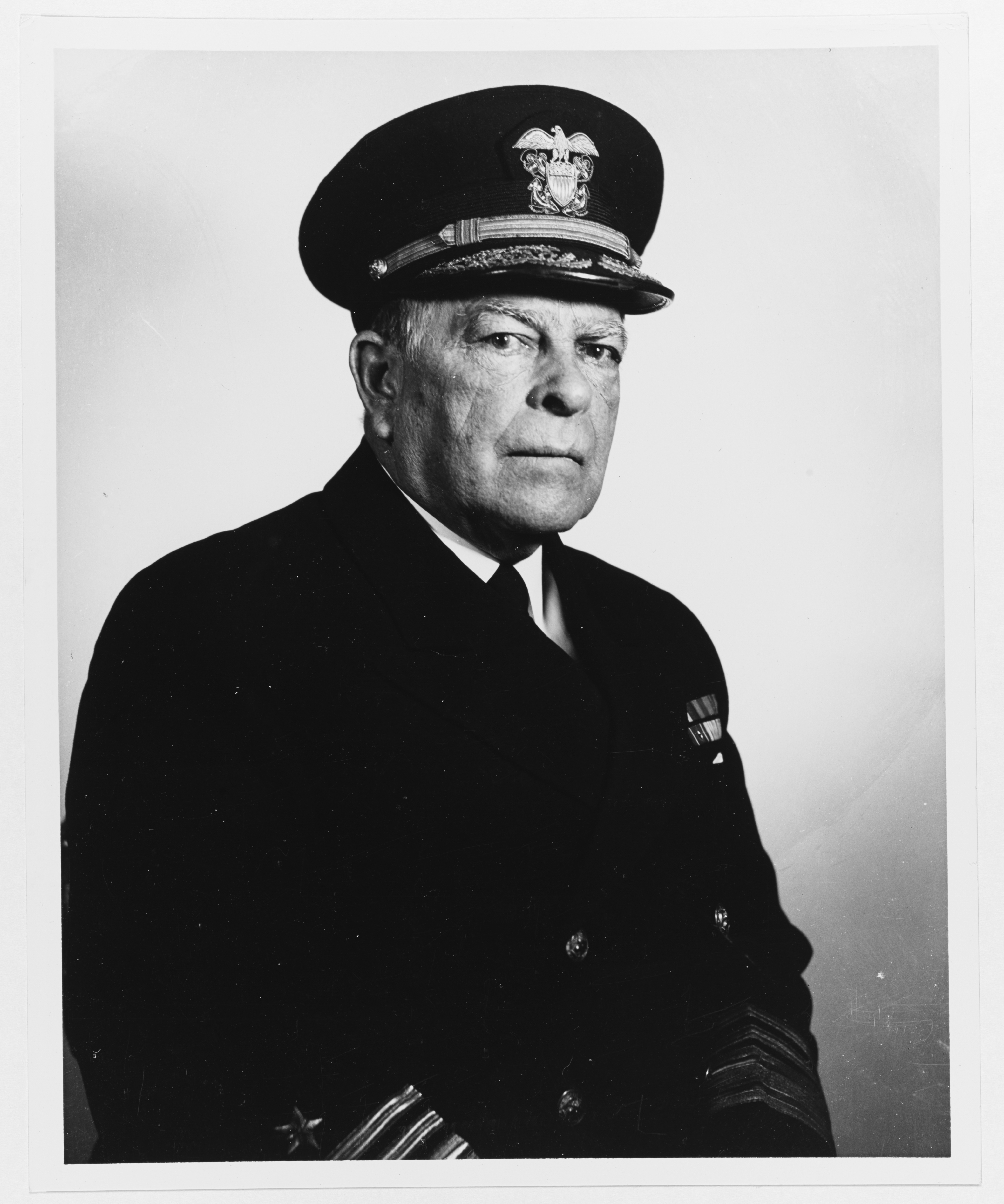
Il viceammiraglio William Pye, successore di Kimmel

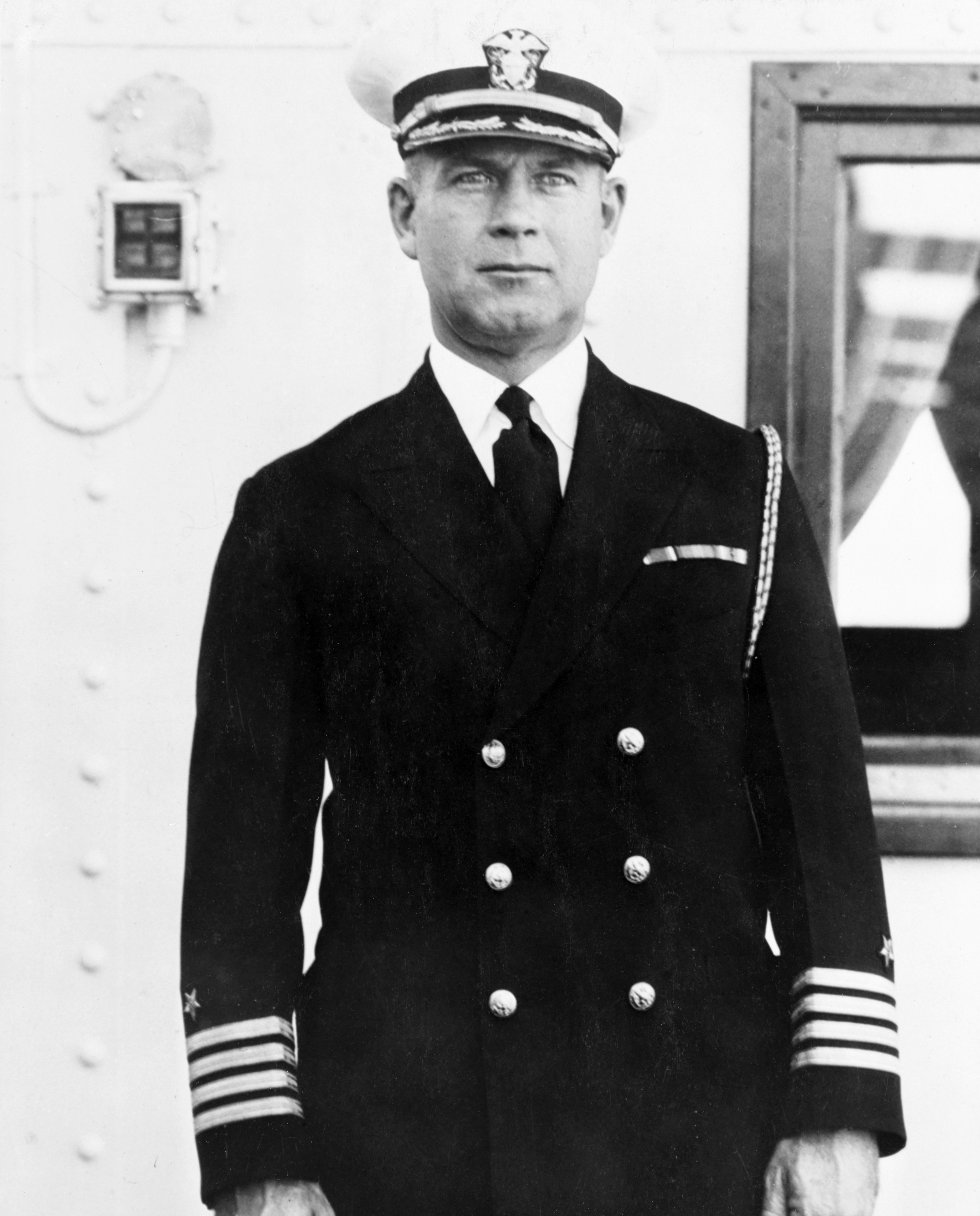
Il contrammiraglio Isaac Kidd, comandante del gruppo di corazzate

Capo di stato maggiore della marina - ammiraglio Ernest King
Capo ufficio operazioni navali - ammiraglio Harold Rainsford Stark
- Flotta del Pacifico:
  - comandante in capo - ammiraglio Husband Kimmel
- Squadra da battaglia (Task Force 1)
  - viceammiraglio William Pye
  - Navi da battaglia
    - contrammiraglio Walter Anderson
    - 1ª Divisione corazzate
      - contrammiraglio Isaac Kidd
      - USS Arizona - capitano di vascello Franklin Van Valkenburgh
      - USS Nevada - capitano di vascello Francis Scanland
      - USS Oklahoma - capitano di vascello Howard Bode

    - 2ª Divisione corazzate
      - USS Pennsylvania - capitano di vascello Charles Cooke Jr.
      - USS Tennessee
      - USS California - capitano di vascello Joel W. Bunkley

    - 4ª Divisione corazzate
      - contrammiraglio Walter Stratton Anderson
      - USS Maryland - capitano di vascello Donald Clark Godwin
      - USS West Virginia - capitano di vascello Mervyn Bennion
      - USS Colorado - in raddobbo ai cantieri navali dello stretto di Puget

    - Squadra portaerei
      - USS Enterprise
      - USS Lexington
      - USS Saratoga

  - Squadra da battaglia incrociatori
    - contrammiraglio Herbert Leary
    - 6ª Divisione incrociatori (parziale)
      - USS New Orleans
      - USS San Francisco

    - 9ª Divisione incrociatori
      - USS Phoenix
      - USS Honolulu
      - USS St. Louis - capitano di vascello George Rood
      - USS Helena

  - Cacciatorpediniere di squadra
    - contrammiraglio Milo Draemel
    - 1ª Flottiglia cacciatorpediniere
      - USS Raleigh (conduttore di flottiglia)

    - 1ª Squadriglia cacciatorpediniere
      - USS Phelps

    - 1ª Divisione cacciatorpediniere
      - USS Dewey
      - USS Hull
      - USS Macdonough
      - USS Worden

    - 2ª Divisione cacciatorpediniere
      - USS Farragut
      - USS Dale
      - USS Monaghan
      - USS Aylwin

    - 3ª Squadriglia cacciatorpediniere
      - USS Selfridge

    - 5ª Divisione cacciatorpediniere
      - USS Reid
      - USS Conyngham
      - USS Cassin
      - USS Downes

    - 6ª Divisione cacciatorpediniere
      - USS Cummings
      - USS Case
      - USS Shaw
      - USS Tucker

    - 2ª Flottiglia cacciatorpediniere
      - USS Detroit (conduttore di flottiglia)
      - USS Bagley
      - USS Blue
      - USS Helm
      - USS Mugford
      - USS Ralph Talbot
      - USS Henley
      - USS Patterson
      - USS Jarvis

  - Altri cacciatorpediniere
    - USS Allen
    - USS Schley
    - USS Chew
    - USS Ward (di pattuglia al canale di ingresso a Pearl Harbor)
- Sommergibili
  - USS Narwhal
  - USS Dolphin
  - USS Cachalot
  - USS Tautog
- Posamine
  - USS Oglala
- Dragamine
  - USS Turkey
  - USS Bobolink
  - USS Rail
  - USS Tern
  - USS Grebe
  - USS Vireo
- Dragamine costieri
  - USS Cockatoo
  - USS Crossbill
  - USS Condor
  - USS Reedbird
- Cacciatorpediniere posamine
  - USS Gamble
  - USS Ramsay
  - USS Montgomery
  - USS Breese
  - USS Tracy
  - USS Preble
  - USS Sicard
  - USS Pruitt
- Cacciatorpediniere dragamine
  - USS Zane
  - USS Wasmuth
  - USS Trever
  - USS Perry
- Navi pattuglia
  - USS Sacramento
- Navi appoggio cacciatorpediniere
  - USS Dobbin
  - USS Whitney
- Navi appoggio idrovolanti
  - USS Curtiss
  - USS Tangier
- Navi appoggio idrovolanti minori
  - USS Avocet
  - USS Swan
- Navi appoggio idrovolanti (cacciatorpediniere convertiti)
  - USS Hulbert
  - USS Thornton
- Navi portamunizioni
  - USS Pyro
- Navi cisterna
  - USS Ramapo
  - USS Neosho
- Navi officina
  - USS Medusa
  - USS Vestal
  - USS Rigel
- Navi appoggio sommergibili
  - USS Pelias
- Navi recupero sommergibili
  - USS Widgeon
- Navi ospedale
  - USS Solace
- Navi trasporto militari
  - USS Vega (a Honolulu)
- Navi trasporto scorte
  - USS Castor
  - USS Antares (in entrata a Pearl Harbor)
- Rimorchiatori oceanici
  - USS Ontario
  - USS Sunnadin
  - USS Keosanqua (in entrata a Pearl Harbor)
  - USS Navajo (12 miglia al largo di Pearl Harbor)
- Ausiliarie varie
  - USS Utah (nave bersaglio)
  - USS Argonne
  - USS Sumner
  - USS Baltimore (radiata)

- Basi Aeree
  - Ford Island Naval Air Station (la base aeronavale dove erano presenti principalmente una trentina di PBY Catalina)
  - Ewa, sede del 21st Marine Aircraft Group equipaggiato con moderni aerei SBD Dauntless e F4F Wildcat
  - Kanehoe, base del Pat Wing 1, equipaggiato con trentasei idrovolanti di vari modelli

## Esercito degli Stati Uniti
Disseminati per i campi di aviazione delle Hawaii erano anche diversi reparti degli USAAC, tra cui varie squadriglie di Curtiss P-40 e una squadriglia di Boeing B-17 in trasferimento che venne sorpresa dall'attacco durante l'atterraggio.
- Hickam Field, sede dei bombardieri del 18º Bomb Wing, in gran parte B-18, e che attendeva i B-17
- Wheeler Field, sede del 14º Pursuit Wing statunitense (equipaggiato con caccia P-36 e P-40)
- Bellows Field, sede del 44th Pursuit Squadron
- base secondaria di Haleiwa (47th Pursuit Squadron)